# Bansdih
Bansdih là một thị xã và là một nagar panchayat của quận Ballia thuộc bang Uttar Pradesh, Ấn Độ.

## Nhân khẩu
Theo điều tra dân số năm 2001 của Ấn Độ, Bansdih có dân số 20.232 người. Phái nam chiếm 51% tổng số dân và phái nữ chiếm 49%. Bansdih có tỷ lệ 53% biết đọc biết viết, thấp hơn tỷ lệ trung bình toàn quốc là 59,5%: tỷ lệ cho phái nam là 64%, và tỷ lệ cho phái nữ là 42%. Tại Bansdih, 17% dân số nhỏ hơn 6 tuổi.